# Svicikarivșciîna, Zinkiv
Svicikarivșciîna (în ucraineană Свічкарівщина) este un sat în comuna Perșotravneve din raionul Zinkiv, regiunea Poltava, Ucraina.

## Demografie
Componența lingvistică a localității Svicikarivșciîna
     Ucraineană (100%)
Conform recensământului din 2001, toată populația localității Svicikarivșciîna era vorbitoare de ucraineană (100%).